# 20일 밤, 그리고 비오는 하루
《20일 밤, 그리고 비오는 하루》(20 Nuits Et Un Jour De Pluie, 20 Nights And A Rainy Day)는 독일에서 제작된 람 레 감독의 2006년 드라마 영화이다. 나탈리아 오너 등이 주연으로 출연하였고 알프레드 허머 등이 제작에 참여하였다.

## 출연

### 주연
- 나탈리아 오너
- 에릭 뉴엔